# Michael Heinrich
Michael Heinrich est un philosophe et essayiste allemand, né en 1957 à Heidelberg.
Depuis l'obtention de sa thèse en sciences politiques sur la théorie marxienne de la valeur en 1987, il contribue à un renouveau de la lecture de Marx. Il a participé à l'édition d'œuvres de Marx et Engels en Allemagne et a été jusqu'en 2014 rédacteur en chef de PROKLA, revue allemande pour des sciences sociales critiques.

## Biographie
Né en 1957 à Heidelberg, Michael Heinrich grandit dans le sud de l'Allemagne, et effectue sa scolarité à Mannheim de 1967 à 1976. Il commence à étudier les mathématiques et la physique théorique à l'université de Heidelberg en 1976. Après une année il change de cursus et étudie les sciences politiques à la Freie Universität de Berlin, au sein de l'Institut Otto-Suhr (OSI). Dans son mémoire de recherche, il s'intéresse à l'évolution du concept de capital chez Marx en utilisant les volumes alors récemment parus de la MEGA 2. Il termine ses études de mathématiques par un mémoire sur l'utilisation des nouvelles méthodes mathématiques sur les équations de champ de la théorie de la relativité générale.
N'ayant pas obtenu de bourse de l’État, il effectue ses études en partie grâce au soutien de ses parents et en partie en travaillant, comme facteur, blanchisseur à l'hôpital, tuteur d'étudiants en mathématiques, assistant pour l'accélérateur de particules de l'institut Hahn-Meinter et comme chauffeur de taxi.
De 1987 à 1993, il est collaborateur scientifique à l'OSI et il rédige sa thèse sous la direction d'Elmar Altvater. Elle a été publiée en 1991 avec pour titre La science de la valeur.
En 1987, il intègre pour la première fois la rédaction de la revue PROKLA, une revue trimestrielle de gauche existant depuis 1971. Il en est le rédacteur en chef de 1993 à 2014, et continue à faire partie de la rédaction jusqu'en 2016.
Depuis 1988 Michael Heinrich intervient très régulièrement comme formateur dans les formations syndicales, avec pour thème les structures de base de l'économie capitaliste, la politique économique et des introductions à la critique marxienne du capitalisme. Il réalise également des séminaires sur la théorie de Marx pour de nombreux groupes et organisations de gauche. 
De 1998 à 2010, Michael Heinrich collabore à l'édition de la MEGA.
Il occupe à plusieurs reprises une chaire de professeur invité à l’université de Vienne et à la Freie Universität de Berlin, et est professeur de sciences économiques, entre 2001 et 2016 (avec une interruption en 2004/2005) à la Haute école de technique et de science économique (en) (HTW) de Berlin.
Ses livres et articles sont traduits en plus de 18 langues.
En 2016 il quitte sa chaire à la HTW, de même que sa collaboration à la revue PROKLA, afin de se concentrer sur son dernier projet : une vaste biographie de Marx et de l'évolution de son œuvre.

## Philosophie
Michael Heinrich entend restituer toute sa portée critique à la théorie marxienne, en la mettant en regard des thèses de l'économie classique et contemporaine, ou des simplifications qui ont pu en être faites. Le Capital présente lui-même certaines ambiguïtés, et ces ambivalences apparaissaient déjà dans les catégories de base. Il importe donc, en se confrontant à la théorie de Marx, de chercher d'où proviennent de telles ambivalences, et ce qu'elles signifient pour la critique de l'économie politique. Michael Heinrich cherche ainsi à montrer que les ambivalences du Capital touchent ainsi au fait que Marx, d'une part avait entrepris une « révolution scientifique » (il utilise lui-même ce concept dans une lettre à Kugelmann), qu'il avait rompu non seulement avec des théories isolées mais avec toute une série de présupposés de la science économique qui semblaient aller d'eux-mêmes. D'autre part, Marx n'était pas parvenu à se libérer complètement de ce champ qu'il avait fondamentalement dépassé, ce qui générait une série d'ambivalences. Partant de cela, Michael Heinrich cherche à expliciter entre autres choses que la théorie marxienne de la valeur était – pour autant qu'elle résultait de la rupture avec le champ de l'économie politique classique – une théorie monétaire de la valeur.

## Ouvrages
- Comment lire Le Capital de Marx ? : Livre I. Chapitres 1 & 2, Toulouse, Smolny, 2022, 320 p. (ISBN 978-2-490793-10-5, présentation en ligne).
- Comment lire Le Capital de Marx ? : Livre I. Chapitres 3, 4 & 5, Toulouse, Smolny, 2025, 256 p. (ISBN 978-2-490793-38-9, présentation en ligne).
- Critique de l'économie politique : Une introduction aux trois livres du Capital de Marx, Toulouse, Smolny, 2021, 320 p. (ISBN 978-2-490793-07-5, présentation en ligne).
- Karl Marx et la naissance de la société moderne : Biographie intellectuelle (tome 1, 1818-1841), les Éditions sociales, 2019, 560 p. (ISBN 978-2-35367-044-4)
- Bouffard Alix, Feron Alexandre, Fondu Guillaume et Heinrich Michael, Ce qu'est "Le Capital" de Marx, les Éditions sociales, 2017, 152 p. (ISBN 978-2-35367-034-5)
- (de) Die Wissenschaft vom Wert : Die Marxsche Kritik der politischen Ökonomie zwischen wissenschaftlicher Revolution und klassischer Tradition, VSA-Verlag, 1991 (ISBN 978-3-87975-583-7)